# Charles S. Morehead

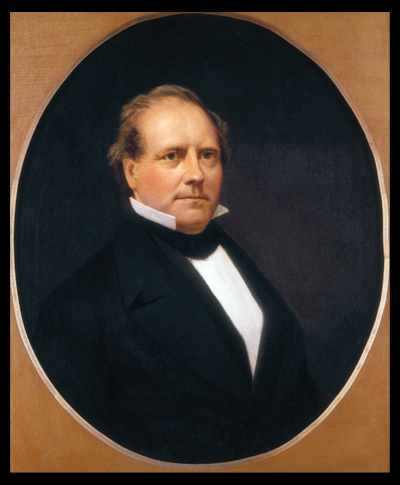
Charles S. Morehead

Charles Slaughter Morehead (* 7. Juli 1802 bei Bardstown, Nelson County, Kentucky; † 21. Dezember 1868 bei Greenville, Mississippi) war ein US-amerikanischer Politiker und Gouverneur des Bundesstaates Kentucky.

## Ausbildung und politischer Aufstieg
Charles Morehead studierte bis 1822 an der Transylvania University Jura und war danach als Anwalt tätig. Seit 1828, dem Jahr, in dem er in das Repräsentantenhaus von Kentucky gewählt wurde, war er auch politisch aktiv. Mit einigen Unterbrechungen blieb er dort bis 1853 und amtierte auch zeitweise als Vorsitzender des Hauses (Speaker). Eine der Unterbrechungen betraf die Jahre 1847 bis 1851, die er als Abgeordneter im Repräsentantenhaus der Vereinigten Staaten in Washington, D.C. verbrachte.

## Gouverneur von Kentucky
Im Jahr 1855 wurde Morehead von der American Party als Kandidat für das Amt des Gouverneurs nominiert. Er gewann die Wahl mit 51,6 % der Stimmen gegen den Demokraten Beverly L. Clarke, der lediglich auf 48,4 % kam. Während seiner Amtszeit (1855 bis 1859) wurde die Landwirtschaftliche Gesellschaft von Kentucky (Kentucky State Agricultural Society) gegründet. Das Justizwesen wurde reformiert, indem die staatliche Strafanstalt verbessert und ausgebaut wurde. Gleichzeitig wurde die Transylvania University neu organisiert. Ihr wurde eine Fakultät zur Ausbildung der Dozenten angegliedert. Der Gouverneur verbesserte die Kontrolle der Währung und der Banken. Die erste jährliche Landesausstellung wurde zu seiner Zeit vorbereitet. Darüber hinaus verbesserte er die Infrastruktur des Staates und ließ vor allem das Eisenbahnnetz weiter ausbauen.

## Weiterer Lebenslauf
Nach dem Ende seiner Amtszeit war er in Louisville als Anwalt tätig. Im Jahr 1861 nahm er an der gescheiterten Friedenskonferenz in Washington teil, die den Bürgerkrieg verhindern sollte. In dem nationalen Konflikt war Morehead offiziell neutral, hegte aber Sympathien für den Süden. Er kritisierte die Regierung von Abraham Lincoln und wurde im September 1861 für vier Monate wegen Illoyalität inhaftiert.
Nach seiner Freilassung verließ er das Land und reiste nach Kanada und Europa. Erst nach dem Ende des Krieges kehrte er in die USA zurück. Er lebte nun auf einer Plantage bei Greenville (Mississippi), wo er im Dezember 1868 starb. Morehead war zweimal verheiratet und hatte insgesamt fünf Kinder.